# 94228 Leesuikwan
94228 Leesuikwan este un asteroid din centura principală de asteroizi.

## Descriere
94228 Leesuikwan este un asteroid din centura principală de asteroizi. A fost descoperit pe 31 ianuarie 2001 la Desert Beaver Observatory de William Kwong Yu Yeung. Asteroidul prezintă o orbită caracterizată de o semiaxă mare de 2,65 ua, o excentricitate de 0,13 și o înclinație de 21,6° în raport cu ecliptica.